# ميكيتا بيترمان
ميكيتا بيترمان (بالأوكرانية: Петерман Микита Євгенович) هو لاعب كرة قدم أوكراني في مركز الوسط، ولد في 12 يونيو 1999 في بيرديانسك في أوكرانيا. لعب مع FC Illichivets-2 Mariupol ‏.

## وصلات خارجية
- ميكيتا بيترمان على موقع اتحاد أوكرانيا (الإنجليزية)
- ميكيتا بيترمان على موقع قاعدة بيانات كرة القدم.إي يو (الإنجليزية)
- ميكيتا بيترمان على موقع Soccerway.com (الإنجليزية)